# United States Basketball League
United States Basketball League – nieistniejąca profesjonalna liga koszykarska w Stanach Zjednoczonych. Została utworzona w 1985 roku, a jej rozgrywki odbywały się w miesiącach wiosenno–letnich. Bardzo szybko zaczęła pełnić rolę ligi rozwojowej dla młodych zawodników, starających się o angaż w NBA lub próbujących do niej wrócić po kontuzji. W 1989 liga zawiesiła swoją działalność na rok.
Oficjalnie liga została zawieszona w 2008 roku. Przez kolejne dwa lata próbowano ją reaktywować, jednak bez większych rezultatów.

## Lista zespołów
| - Albany Patroons (2006–07) - Atlanta Trojans (1991–99, jako Atlanta Eagles – 1991-93) - Atlantic City Seagulls (1996–2001) - Brevard Blue Ducks (1988, 1990–2004; jako Jacksonville Hooters – 1988, 1990–92; jako Daytona Beach Hooters – 1993; jako Jacksonville Hooters – 1994; jako Jacksonville Shooters – 1995; jako Jacksonville Barracudas – 1996-98; jako Gulf Coast SunDogs – 1999–2000; jako Lakeland Blue Ducks – 2001; ponownie jako Brevard Blue Ducks – 2002–2004) - Brooklyn Kings (1999–2007) - Camden Power (1997–98, jako Philadelphia Power – 1997) - Carolina Cardinals (1996) - Cedar Rapids River Raiders (2004) - Connecticut Skyhawks (1985, 1988, 1990–2001, jako Connecticut Colonels – 1985; jako New Haven Skyhawks – 1988, 1990–92) - Delaware Stars (2007) - Dodge City Legend (2000–2007) - Empire State Stallions (1991) - Florida Sea Dragons (2000–02, jako Tampa Bay Windjammers – 1996-99) - Florida Sharks (1995–97) - Florence Flyers - Gary Steelheads (2007) - Jackson Jackals (1995) - Jackson Wildcats (2007), jako Adirondack Wildcats (2002–04) - Jersey Shore Bucs (1988) - Jersey Turnpikes (1995) - Kansas Cagerz (1998–2007, jako Columbus Cagerz – 1998) - Long Island Surf (1985, 1987–88, 1991–2001, jako Long Island Knights – 1985, 1987–88) - Maryland Mustangs (2001) - Memphis Fire (1994–95) - Miami Tropics (1987–88, 1991–1993) - Mississippi Coast Gamblers (1994) - Nebraska Cranes (2005–2006) | - Northeast Pennsylvania Breakers (2006–2007) - New Hampshire Thunder Loons (1996–99) - New Jersey Jammers (1985–88, 1992, jako Jersey Jammers – 1986-88) - New Jersey Flyers (2004–05, jako Florence Flyers – 2004) - New Jersey Meteors (2007) - New Jersey Shore Cats (1998–2001) - New York Whitecaps (1991) - Oklahoma Storm (2000–2007) - Palm Beach Stingrays (1986–88, 1990, 1992–94, jako Gold Coast Stingrays – 1986; jako West Palm Beach Stingrays – 1987) - Philadelphia Aces (1985–88, 1990, jako Wildwood Aces – 1985-86) - Philadelphia Spirit (1991–92) - Pennsylvania ValleyDawgs (1999–2006) - Portland Wave (1996–97, jako Portland Mountain Cats – 1996) - Raleigh Cougars (1997–99) - Rhode Island Gulls (1985, 1987) - Saint Joseph Express (2002, 2004) - Saint Louis Skyhawks (2002–2004) - Springfield Fame (1985–86) - Staten Island Stallions (1986–87) - Suncoast Sunblasters (1991) - Tampa Bay Stars (1986–87, jako Tampa Bay Flash – 1986) - Tampa Bay Sunblasters (1992) - Texas Rim Rockers (2003–04), bez powiązań z zespołem ABA o tej samej nazwie - Treasure Coast Tropics (1996, jako Miami Tropics – 1987-88, 1991–95) - Tulsa Tough-Necks (1999–2000) - Washington Congressionals (1998–2000) - Westchester Golden Apples (1985–86) - Westchester Stallions (1993–94) - Westchester Kings (1997) - Westchester Wildfire (2003–05) |

## Mistrzowie USBL
| Sezon | Mistrz                  | Wynik       | Finalista                                    | MVP Play-offs                                                |
| ----- | ----------------------- | ----------- | -------------------------------------------- | ------------------------------------------------------------ |
| 1985  | Springfield Fame        | (19-6)      | Zwycięzca sezonu regularnego został mistrzem |                                                              |
| 1986  | Tampa Bay Flash         | (22-8)      | Zwycięzca sezonu regularnego został mistrzem |                                                              |
| 1987  | Miami Tropics           | 103–99      | Rhode Island Gulls                           | World B. Free (Miami)                                        |
| 1988  | New Haven Skyhawks      | 134–126     | Palm Beach Stingrays                         | Bobby Parks, (New Heaven)                                    |
| 1989  | USBL zawiesiła          | działalność |                                              |                                                              |
| 1990  | Jacksonville Hooters    | (15-1)      | Zwycięzca sezonu regularnego został mistrzem |                                                              |
| 1991  | Filadelfia Spirit       | 110–108     | Miami Tropics                                | Paul Graham, (Filadelfia)                                    |
| 1992  | Miami Tropics           | 116–114     | Philadelphia Spirit                          | Duane Washington, (Miami)                                    |
| 1993  | Miami Tropics           | 139–127     | Westchester Stallions                        | Ken Bannister, (Miami)                                       |
| 1994  | Jacksonville Hooters    | 117–109     | Atlanta Trojans                              | Fred Lewis, (Jacksonville)                                   |
| 1995  | Floryda Sharks          | 109–104     | Atlanta Trojans                              | Charles Smith, (Floryda)                                     |
| 1996  | Floryda Sharks          | 118–115     | Atlantic City Seagulls                       | Charles Smith, (Floryda)                                     |
| 1997  | Atlantic City Seagulls  | 114–112     | Long Island Surf                             | LaMark Baker, (Atlantic City) Brent Scott, (Atlantic City)   |
| 1998  | Atlantic City Seagulls  | 100–96      | Long Island Surf                             | Adrian Griffin (Atlantic City)                               |
| 1999  | Atlantic City Seagulls  | 83–77       | Connecticut Skyhawks                         | Adrian Griffin (Atlantic City)                               |
| 2000  | Dodge City Legend       | 89–86       | Oklahoma Storm                               | Artie Griffin (Dodge City)                                   |
| 2001  | Pensylwania ValleyDawgs | 100–91      | Dodge City Legend                            | Frantz Pierre-Louis, (Pensylwania) Ace Custis, (Pensylwania) |
| 2002  | Oklahoma Storm          | 122-109     | Kansas Cagerz                                | Ira Clark (Oklahoma Storm)                                   |
| 2003  | Dodge City Legend       | 97–96       | Pennsylvania ValleyDawgs                     | Darrin Hancock (Dodge City)                                  |
| 2004  | Pensylwania ValleyDawgs | 118–116     | Brooklyn Kings                               | Marcus Fleming (Pensylwania)                                 |
| 2005  | Dodge City Legend       | 97–84       | Kansas Cagerz                                | Jermaine Boyette (Dodge City)                                |
| 2006  | Nebraska Cranes         | 100–92      | Dodge City Legend                            | Alex Sanders (Nebraska)                                      |
| 2007  | Kansas Cagerz           | 95–92       | Brooklyn Kings                               | Nate Johnson (Kansas)                                        |

## Nagrody USBL
MVP Sezonu
- 1985 – John Williams, (Rhode Island)

                  Tracy Jackson, (Springfield)
- 1986 – Don Collins (Tampa Bay)
- 1987 – Don Collins, (Tampa Bay)
- 1988 – Lewis Lloyd, (Filadelfia)
- 1990 – Jerry Johnson, (Jacksonville)
- 1991 – Michael Anderson, (Filadelfia)
- 1992 – Roy Tarpley, (Miami)
- 1993 – Ken Bannister, (Miami)
- 1994 – Stan Rose, (Atlanta)
- 1995 – Charles Smith, (Floryda)
- 1996 – Brent Scott, (Portand)
- 1997 – Dennis Edwards, (Floryda)
- 1998 – Curt Smith, (Waszyngton)
- 1999 – Adrian Griffin, (Atlantic City)
- 2000 – Sean Colson, (Dodge City)
- 2001 – Aubrey Reese, (Oklahoma)
- 2002 – Kwan Johnson, (Brevard)
- 2003 – Albert Mouring, (Oklahoma)
- 2004 – Chudney Gray, (Brooklyn)
- 2005 – Nate Johnson, (Kansas)
- 2006 – Quannas White, (Oklahoma)
- 2007 – Anthony Richardson, (Kansas)

Debiutant Roku
- 1985 – John Williams, (Rhode Island)
- 1986 – Marty Embry, (Jersey)
- 1987 – Muggsy Bogues, (Rhode Island)
- 1988 – Ricky Grace, (Jersey Shore)
- 1990 – Randy Henry, (Jacksonville)
- 1991 – Greg Sutton, (Empire State)
- 1992 – Fred Lewis, (Jacksonville)
- 1993 – Khari Jaxon, (Palm Beach)
- 1994 – Randy Carter, (Memphis)
- 1995 – Roger Crawford, (Memphis)
- 1996 – Mike Lloyd, (Atlantic City)
- 1997 – Mikki Moore, (Atlanta)
- 1998 – Kerry Thompson, (Tampa Bay)
- 1999 – Adrian Pledger, (New Hampshire)
- 2000 – Chudney Gray, (Long Island)
- 2001 – George Evans, (Maryland)
- 2002 – Devin Brown, (Kansas)

                  Corsley Edwards, (Adirondack)
- 2003 – Lenny Cooke, (Brooklyn)
- 2004 – Tony Bland, (Brevard)
- 2005 – Badou Gaye, (Westchester)

                  John Allen, (New Jersey)
- 2006 – Tristan Smith, (Long Island)
- 2007 – Adam Schaper, (Gary)

Obrońca Roku
- 2002 – Johnny Jackson, (Kansas)
- 2003 – Kevin Freeman, (Westchester)
- 2004 – Immanuel McElroy, (Dodge City)
- 2005 – Eric Coley, (Oklahoma)
- 2006 – Anthony Johnson, (Kansas)
- 2007 – Ronald Ross, (Albany)

Najlepszy rezerwowy sezonu
- 2002 – Junie Sanders, (Adirondack)
- 2003 – David Graves, (Dodge City)
- 2004 – Cleotis Brown, (Kansas)
- 2005 – Maurice Spillers, (Nebraska)
- 2006 – Elvin Mims, (Nebraska)
- 2007 – Kareem Reid, (Albany)

Człowiek Roku
- 1986 – Jim Bostic, (Westchester)
- 1987 – World B. Free, (Miami)
- 1988 – Michael Brooks, (Filadelfia)
- 1992 – John Lucas, (Miami)
- 1993 – Al Outlaw, (Atlanta)
- 1996 – Roy Jones Jr., ( Jacksonville)

Trener Roku
- 1985 – Gerald Oliver, (Springfield)
- 1986 – Henry Bibby, (Springfield)
- 1987 – Gordon Gibbons, (Tampa Bay)
- 1988 – Dave Ervin, (Filadelfia)
- 1990 – Rex Morgan, (Jacksonville)
- 1991 – Bill Lange, (Filadelfia)
- 1992 – Al Outlaw, (Atlanta)
- 1993 – John Lucas, (Miami)
- 1994 – Al Outlaw, (Atlanta)
- 1995 – Mike Mashak, (Jersey)
- 1996 – Eric Musselman, (Floryda)
- 1997 – Kevin Mackey, (Atlantic City)
- 1998 – Ray Hodge, (Connecticut)
- 1999 – Darryl Dawkins, (Pensylwania)

                  Kevin Mackey, (Atlantic City)
- 2000 – Kent Davidson, (Dodge City)
- 2001 – Robert Parish, (Maryland)
- 2002 – Francis Flax, (Kansas)

                  Harvey Grant, (Brevard)
- 2003 – Cliff Levingston, (Dodge City)
- 2004 – Dale Osbourne, (Dodge City)
- 2005 – Ken Charles, (Brooklyn)
- 2006 – Bryan Gates, (Oklahoma)
- 2007 – Dale Osbourne, (Dodge City)

Menedżer Roku
- 2001 – Mike Sweet, (Pensylwania)
- 2002 – Jim Tribbett, (Brevard)
- 2003 – Tom Nelson, (Dodge City)
- 2004 – Sean McLaughlin, (Cedar Rapids)
- 2005 – Carroll Long, (Kansas)
- 2006 – Lynn Casa
- 2007 – Carroll Long, (Kansas)

## Liderzy statystyczni ligi
Punkty
- 1985 – John Williams, (Rhode Island) – 23,1
- 1986 – Don Collins (Tampa Bay) – 31,8
- 1987 – Don Collins (Tampa Bay) – 31
- 1988 – Richard Rellford (Palm Beach) – 31,4
- 1990 – Lewis Lloyd (Philadelphia) – 26,8
- 1991 – Norris Coleman (Jacksonville) – 29,3
- 1992 – Roy Tarpley (Miami) – 32,2
- 1993 – Ken Bannister (Miami) – 30,2
- 1994 – Mark Brister (Jacksonville) – 26,9
- 1995 – Jerry Reynolds (Atlanta) – 26,3
- 1996 – Brent Scott (Portland) – 29,8
- 1997 – Dennis Edwards (Floryda) – 32,8
- 1998 – Ochiel Swaby (Tampa Bay) – 26,2
- 1999 – Mike Lloyd (Atlantic City) – 27,3
- 2000 – Sean Colson (Dodge City) – 28,2
- 2001 – Jermaine Walker (Lakeland) – 27,5
- 2002 – Kwan Johnson (Brevard) – 25,9
- 2003 – Lenny Cooke (Brooklyn) – 28,8
- 2004 – Jimmie Hunter (Adirondack) – 26,7
- 2005 – Kareem Reid (Pensylwania) – 27,4
- 2006 – Brian Chase (Nebraska) – 19,9
- 2007 – Anthony Richardson (Kansas) – 20

Zbiórki
- 1985 – Manute Bol (Rhode Island) – 14,2
- 1986 – Jim Bostic	(Westchester) – 10,1
- 1987 – Hank McDowell (Rhode Island) – 10,7
- 1988 – Michael Brooks (Filadelfia) – 13,5
- 1990 – Alex Roberts (Nowy Jork) – 15,3
- 1991 – Anthony Mason (Long Island) – 11,2
- 1992 – Roy Tarpley (Miami) – 17
- 1993 – Fred Lewis (Daytona Beach) – 9,3
- 1994 – Keith Lee (Memphis) – 14,5
- 1995 – Brent Scott (Miami) – 12
- 1996 – Shawnelle Scott (Long Island) – 13,5
- 1997 – Brent Scott (Atlantic City) – 11,4
- 1998 – Andre Perry (Atlanta) – 11
- 1999 – Andre Perry (Atlanta) – 11,6
- 2000 – Andre Perry (Floryda) – 11,4
- 2001 – Johnny Jackson (Kansas) – 12
- 2002 – Johnny Jackson (Kansas) – 11,7
- 2003 – Antonio Smith (Dodge City) – 11,3
- 2004 – Mario Woodson (Florence) – 10,5
- 2005 – Roderick Riley (Pensylwania) – 10,2
- 2006 – Steve Castleberry (Północno–wschodnia  Pensylwania) – 10,7
- 2007 – Jason Miller (Kansas) – 8

Asysty
- 1985 – Sam Worthen (Springfield) – 8,5
- 1986 – Leroy Witherspoon (Tampa Bay) – 15,1
- 1987 – Leroy Witherspoon (Tampa Bay) – 9,6
- 1988 – Duane Washington (New Haven) – 8,3
- 1990 – Jerry Johnson (Jacksonville) – 8,8
- 1991 – Michael Anderson (Filadelfia) – 10,3
- 1992 – Tony Smith (New Jersey) – 9,2
- 1993 – David Cain (Long Island) – 9,4
- 1994 – Jean Prioleau (Long Island) – 10,3
- 1995 – Charles Smith (Floryda) – 11,9
- 1996 – Charles Smith (Floryda) – 11,4
- 1997 – LaMark Baker (Atlantic City) – 7,2
- 1998 – Curt Smith (Waszyngton) – 7,4
- 1999 – James Blackwell (Tampa Bay) – 7,4
- 2000 – Sean Colson (Dodge City) – 8
- 2001 – Jermaine Jackson (Kansas) – 9,6
- 2002 – Duane Simpkins (Kansas) – 6,2
- 2003 – Kareem Reid (Pensylwania) – 9,6
- 2004 – Tyson Patterson (Florence) – 8,4
- 2005 – Kareem Reid (Pensylwania) – 8,9
- 2006 – Tory Cavalieri (Północno–wschodnia  Pensylwania) – 8,1
- 2007 – Kareem Reid (Albany) – 6,4

Przechwyty
- 1985 – Michael Adams (Springfield) – 3,2
- 1986 – Michael Adams (Springfield) – 3,7
- 1987 – Muggsy Bogues (Rhode Island) – 3,5
- 1988 – Andre Turner (Miami Tropics) – 2,8
- 1990 – Jerry Johnson (Jacksonville) – 3,1
- 1991 – Michael Anderson (Filadelfia) – 3,1
- 1992 – Darrell Armstrong (Atlanta) – 3,4
- 1993 – Darrell Armstrong (Atlanta) – 3,7
- 1994 – bd
- 1995 – Charles Smith (Floryda) – 3,6
- 1996 – Charles Smith (Floryda) – 3,6
- 1997 – Jerry McCullough (New Hampshire) – 3,3
- 1998 – Larry Johnson (Raleigh) – 3
- 1999 – Gerald Walker (Kansas) – 2,6
- 2000 – Ace Custis (Pensylwania) – 2,8
- 2001 – Dominic Young (Kansas) – 3,5
- 2002 – Fred House (Adirondack) – 2,6
- 2003 – Lenny Cooke (Brooklyn) – 2,8
- 2004 – Tyson Patterson (Florence) – 3
- 2005 – Anthony Glover (Brooklyn) – 2,5
- 2006 – John Thomas (Long Island) – 2,9
- 2007 – Ronald Ross (Albany) – 2,5

Bloki
- 1985 – Manute Bol (Rhode Island) – 11,2
- 1986 – Kevin Springman (Staten Island) – 2,5
- 1987 – Leroy Combs (Rhode Island Gulls) – 3
- 1988 – Herbert Blunt (Long Island) – 2
- 1990 – John Bailey (Palm Beach Stingrays) – 3,1
- 1991 – Chuck Nevitt (Miami) – 3,8
- 1992 – David Van Dyke (New Jersey) – 4,9
- 1993 – Antonio Harvey (Atlanta) – 3,9
- 1994 – bd
- 1995 – Kevin Salvadori (Floryda) – 3,2
- 1996 – Mark Strickland (Atlantic City) – 3
- 1997 – Mikki Moore (Atlanta) – 3,7
- 1998 – Shane Drisdom (Connecticut) – 3,8
- 1999 – Johnny Tyson (Gulf Coast) – 2,8
- 2000 – Mark Blount (New Jersey) – 2,7
- 2001 – Johnny Tyson (Oklahoma) – 3,7
- 2002 – Oliver Miller (Dodge City) – 2,5
- 2003 – Ousmane Cissé (Brevard) – 3
- 2004 – Lonnie Jones (Oklahoma) – 3,4
- 2005 – Jeremee McGuire (Kansas) – 3,9
- 2006 – Roberto Gittens (Long Island) – 1,8
- 2007 – Deng Gai (Albany) – 2,1

Skuteczność rzutów z gry
- 1985 – Calvin Pierce (Long Island) – 63,7
- 1986 – Don Collins (Tampa Bay) – 57,5
- 1987 – Tom Collier (Long Island) – 64,8
- 1988 – Ronnie Williams (Palm Beach) – 61,0
- 1990 – Alex Roberts (Nowy Jork) – 75,7
- 1991 – Dallas Comegys (Filadelfia) – 62,1
- 1992 – Richard Dumas (Miami) – 61,1
- 1993 – Ken Bannister (Miami) – 72,1
- 1994 – bd
- 1995 – Larry Lewis (Floryda) – 68,9
- 1996 – Daniel Watts – (Floryda) – 72,6
- 1997 – Dennis Edwards – (Floryda) – 63,9
- 1998 – Darnell McCulloch – (Long Island) – 68,6
- 1999 – John Wassenberg – (Atlantic City) – 66,3
- 2000 – Earl Ike – (Floryda) – 63,9
- 2001 – Lorenzo Coleman – (Dodge City) – 65,2
- 2002 – Chianti Roberts – (St. Joseph) – 73
- 2003 – Keith Closs – (Pensylwania) – 69,2
- 2004 – Louis Truscott – (Florence) – 59,3
- 2005 – Jon Smith – (Westchester) – 66,2
- 2006 – Darrell Johns – (Kansas) – 60
- 2007 – Dajan Smith – (Brooklyn) – 61

Skuteczność rzutów wolnych
- 1985 – Harold Driver (Wildwood) – 89,7
- 1986 – Othell Wilson (Wildwood) – 90,4
- 1987 – Dan Ruland (West Palm Beach) – 87,3
- 1988 – Eric Newsome (Long Island) – 95,8
- 1990 – Tommy Starkes (Nowy Jork) – 94,7
- 1991 – Keith Gatlin (New Haven) – 89,9
- 1992 – Tim Legler (Filadelfia) – 91,4
- 1993 – Chris Childs (Miami) – 88,8
- 1994 – bd
- 1995 – Carl Thomas (Jersey) – 86,4
- 1996 – Chuck Evans (Atlanta) – 86,2
- 1997 – Matt Alosa (New Hampshire) – 100
- 1998 – Michael Eaton (Camden) – 87,2
- 1999 – Rasheed Caraway (Raleigh) – 100
- 2000 – Greg Jones (Brooklyn) – 88,2
- 2001 – Darren Little (Pensylwania) – 87,8
- 2002 – Albert Mouring (St. Louis) – 86,8
- 2003 – David Graves (Dodge City) – 89,4
- 2004 – Lou White (Pensylwania) – 89
- 2005 – Roy Tarpley (Dodge City) – 100
- 2006 – Brian Chase (Nebraska) – 92,4
- 2007 – Shawn Hawkins (Albany) – 96,4

Skuteczność rzutów za 3 punkty
- 1999 – Adrian Autry (Long Island) – 55
- 2000 – Mark Young (Gulf Coast) – 45,5
- 2001 – Ty Mack (Long Island) – 52,1
- 2002 – Adam Fellers (Brevard) – 44,0
- 2003 – Darrin Hancock (Dodge City) – 47,6
- 2004 – Jermaine Boyette (Adirondack) – 65,5
- 2005 – Andre Joseph (Pensylwania) – 83,3
- 2006 – Chris Sandy (Brooklyn) – 47,9
- 2007 – Antoine Jordan (Albany) – 58,8

## Składy najlepszych zawodników ligi
Co sezon od 1985 do 2007 roku wybierano składy najlepszych zawodników oraz debiutantów USBL. Dokładne informacje o tych składach i wybranych zawodnikach znajdują się pod poniższym linkiem:
- All-USBL Teams
- All-USBL Rookie Team
- All-USBL Defensive Team